# 坂本紗有見
坂本 紗有見（さかもと さゆみ）は、歯科医師。銀座並木通りさゆみ矯正歯科クリニック院長・日本臨床矯正歯科医会医療管理担当理事。日本成人矯正歯科学会常務理事。日本アンチエイジング歯科学会常任理事。

## 略歴
- 1986年 - 東京歯科大学卒業後、東京歯科大学歯科矯正学講座入局。
- 1996年 - 坂本歯科副院長。
- 2005年  - 中央区銀座にて開業（銀座並木通り坂本矯正歯科クリニック）
- 2017年  - 中央区銀座にて移転　医院名変更（銀座並木通りさゆみ矯正歯科クリニック）

## 委員など
- 日本矯正歯科学会 認定医[2]
- 日本臨床矯正歯科医会 医療管理担当理事[3]
- 日本成人矯正歯科学会　常務理事
- 日本アンチエイジング歯科学会 常任理事[4]、認定医[5]、サプリメントアドバイザー認定[6]、メディカルアロマコーディネーター認定[7]、ビューティーアドバイザー認定[8]、ペリオ・フードコーディネーター認定、ホワイトニングエキスパート認定、バクテリアセラピスト認定
- 国際歯科学士会（ICD）日本部会　フェロー

## 活動
- 2015年2月11日12日第42回日本臨床矯正歯科医会大会名古屋大会「患者が求める矯正歯科治療の専門性とは」[9]にて、

「矯正歯科治療におけるチームワークの重要性-トラブルの少ない診療を目指して」本田薫（チームスマイル中島矯正歯科）

「当院における「矯正歯科治療中の齲蝕予防」の取り組みと課題」金高由香（のむら矯正歯科）

「患者を"その気"にさせるMFT-Labプロファイルの活用」寺田典絵（銀座並木通り坂本矯正歯科クリニック）

「歯科衛生士はチーム医療のキーパーソン！」奥村 智永子（名古屋矯正歯科診療所）

上記スタッフプログラムにおける座長をつとめる。
- 2012年10月21日第1回Anti-Aging Food Show「歯科からの提言」主催： 日本アンチエイジング歯科学会[10]
- 2013年10月20日第2回Anti-Aging Food Show「食のフロントランナーを目指して」主催： 日本アンチエイジング歯科学会[11]
- 2014年10月19日第3回Anti-Aging Food Show「歯科から食を発信」主催： 日本アンチエイジング歯科学会[12]

上記3回の日本アンチエイジング歯科学会主催Anti-Aging Food Showを常任理事としてコースコーディネーター及びクロージングアドレスをつとめる。Anti-Aging Food Show開催レポート

### 講演
- 第１回・第２回・第３回日本アライナー矯正歯科研究会（東京大学伊藤国際学術研究センター）[14]にて講演。講演内容及び来歴ほか[15]
- 日本アンチエイジング歯科学会 第7回学術大会（名古屋国際会議場）にて「アソアライナーの基礎、ラボワークと臨床応用（2Dリンガルブラケットとの併用）」協賛講演[16]